# Condensador commutat
Un condensador commutat (SC) és un circuit electrònic que implementa una funció movent càrregues dins i fora dels condensadors quan s'obren i es tanquen els interruptors electrònics. Normalment, s'utilitzen senyals de rellotge que no es superposen per controlar els interruptors, de manera que no tots els interruptors es tanquen simultàniament. Els filtres implementats amb aquests elements s'anomenen filtres de condensador commutat, que depenen només de les relacions entre les capacitats i la freqüència de commutació, i no de resistències precises. Això els fa molt més adequats per al seu ús en circuits integrats, on les resistències i condensadors especificats amb precisió no són econòmics de construir, però els rellotges precisos i les relacions relatives precises de les capacitats són econòmics.
Els circuits SC solen implementar-se mitjançant tecnologia MOS (metall-òxid-semiconductor), amb condensadors MOS i interruptors de transistor d'efecte de camp (MOSFET) MOS, i normalment es fabriquen mitjançant el procés complementari MOS (CMOS). Les aplicacions habituals dels circuits MOS SC inclouen circuits integrats de senyal mixt, xips de convertidor digital a analògic (DAC), xips de convertidor analògic a digital (ADC), filtres de còdec de modulació de codi d'impulsos (PCM) i telefonia digital PCM.

## Simulació de resistències en paral·lel mitjançant un condensador commutat

Resistència de condensador commutat

El circuit de condensador commutat (SC) més senzill està format per un condensador {\displaystyle C_{S}} i dos interruptors S 1 i S 2 que connecten alternativament el condensador a entrada o sortida a una freqüència de commutació de {\displaystyle f}.
Recordeu que la llei d'Ohm pot expressar la relació entre voltatge, corrent i resistència com:
{\displaystyle R={V \over I}.\ }
El següent càlcul de la resistència equivalent mostrarà com durant cada cicle de commutació, aquest circuit de condensadors commutats transfereix una quantitat de càrrega de cap a fora de manera que es comporta segons una relació lineal corrent-tensió similar amb {\displaystyle R_{\text{equivalent}}=1/(C_{S}f).}

## L'integrador insensible al paràsit

### Ús en sistemes de temps discret
L'integrador insensible dels paràsits retardants té un ampli ús en circuits electrònics de temps discret com ara filtres biquad, estructures antiàlies i convertidors de dades delta-sigma. Aquest circuit implementa la següent funció de domini z:
{\displaystyle H(z)={\frac {1}{z-1}}}

### El convertidor multiplicador digital a analògic
Una característica útil dels circuits de condensadors commutats és que es poden utilitzar per realitzar moltes tasques de circuits al mateix temps, cosa que és difícil amb components de temps no discrets (és a dir, electrònica analògica). El convertidor de multiplicació digital a analògic (MDAC) és un exemple, ja que pot prendre una entrada analògica, afegir un valor digital {\displaystyle d} i multipliqueu-ho per algun factor basat en les relacions del condensador. La sortida del MDAC ve donada per la següent:
{\displaystyle V_{Out}={\frac {V_{i}\cdot (C_{1}+C_{2})-(d-1)\cdot V_{r}\cdot C_{2}+V_{os}\cdot (C_{1}+C_{2}+C_{p})}{C_{1}+{\frac {(C_{1}+C_{2}+C_{p})}{A}}}}}
El MDAC és un component comú en els moderns convertidors analògics a digitals de canonades, així com en altres electrònics analògics de precisió i va ser creat per primera vegada en la forma anterior per Stephen Lewis i altres a Bell Laboratories.

### Anàlisi de circuits de condensadors commutats
Els circuits de condensadors commutats s'analitzen escrivint equacions de conservació de càrrega, com en aquest article, i resolent-les amb una eina d'àlgebra informàtica. Per a l'anàlisi manual i per obtenir més informació sobre els circuits, també és possible fer una anàlisi de gràfics de flux de senyal, amb un mètode molt similar per als circuits de condensador commutat i de temps continu.